# 僕が死のうと思ったのは
「僕が死のうと思ったのは」（ぼくがしのうとおもったのは）は、中島美嘉の楽曲。彼女の38枚目のシングルとして2013年8月28日にソニー・ミュージックアソシエイテッドレコーズから発売された。

## 解説
「僕が死のうと思ったのは」はロックバンドamazarashiのフロントマン秋田ひろむが作詞作曲を手がけた。楽曲はオファーの以前に制作されたもので、楽曲提供のオファーを受けた秋田が「この曲が絶対合う」と勧め、提供が実現した。リリースに先駆けて楽曲の歌詞がうたまっぷで先行公開された。
楽曲は題名や「僕が死のうと思ったのは…」のフレーズを連呼する歌詞からネガティブな印象が強く、中島はリリース以前、楽曲名はもっと前向きなものに変更されるだろうと予感していた。しかし実際はタイトルは変更されず、インパクトの強いタイトルが採用された。
楽曲は後にamazarashiがセルフカバーバージョンをリリースし、ミニアルバム「虚無病」及びベストアルバム「メッセージボトル」にも収録された。シングルには表題曲の他、これも秋田が作詞作曲を手掛けた「Today」、14thシングル「桜色舞うころ」をリアレンジしたものがカップリングとして収録された。こちらは「かんぽ生命」のCMとして使用された。
2021年11月17日にTHE FIRST TAKEにて歌唱動画が公開された。ピアノ伴奏で河野伸、ベースで海老沼崇史が参加した。
「僕が死のうと思ったのは」は2024年12月までテレビ番組では披露していなかったが、2025年1月に出演した韓国・毎日放送の『日韓トップテンショー』にて初めて中島が歌唱した。

## 収録曲
CD
1. 僕が死のうと思ったのは (6:20)
作詞・作曲：秋田ひろむ、編曲：出羽良彰
2. Today(5:29)
作詞・作曲：秋田ひろむ、編曲：出羽良彰
3. 桜色舞うころ -natural edition- (4:48)
作詞・作曲：川江美奈子、編曲：野村陽一郎
14thシングルのアレンジ。「かんぽ生命」CM曲。
4. 僕が死のうと思ったのは -Instrumental- (6:20)

DVD（初回限定生産盤のみ）
1. 僕が死のうと思ったのは (Music Video)

## 収録アルバム
- DEARS (#1)
- TOUGH (同)

## カバー
僕が死のうと思ったのは
- 秋田ひろむ - トリビュートアルバム『MIKA NAKASHIMA TRIBUTE』（2016年2月24日発売）に収録[9]
- amazarashi - ミニアルバム『虚無病』（2016年10月2日発売）に収録
- 藍井エイル - 17thシングル　『アトック』（2021年8月4日発売）に収録
- 松下優也 - カバーアルバム『うたふぇち 伝わりますか』（2022年3月30日発売）に収録